# العقشان
العقشان، هي تجمع سكاني تابع لقرى قبيلة بني محمد من بني ظبيان بسراة غامد، تقع شرق قرية الخويتم التابعة لمنطقة الباحة.